# Języczek siatkowany

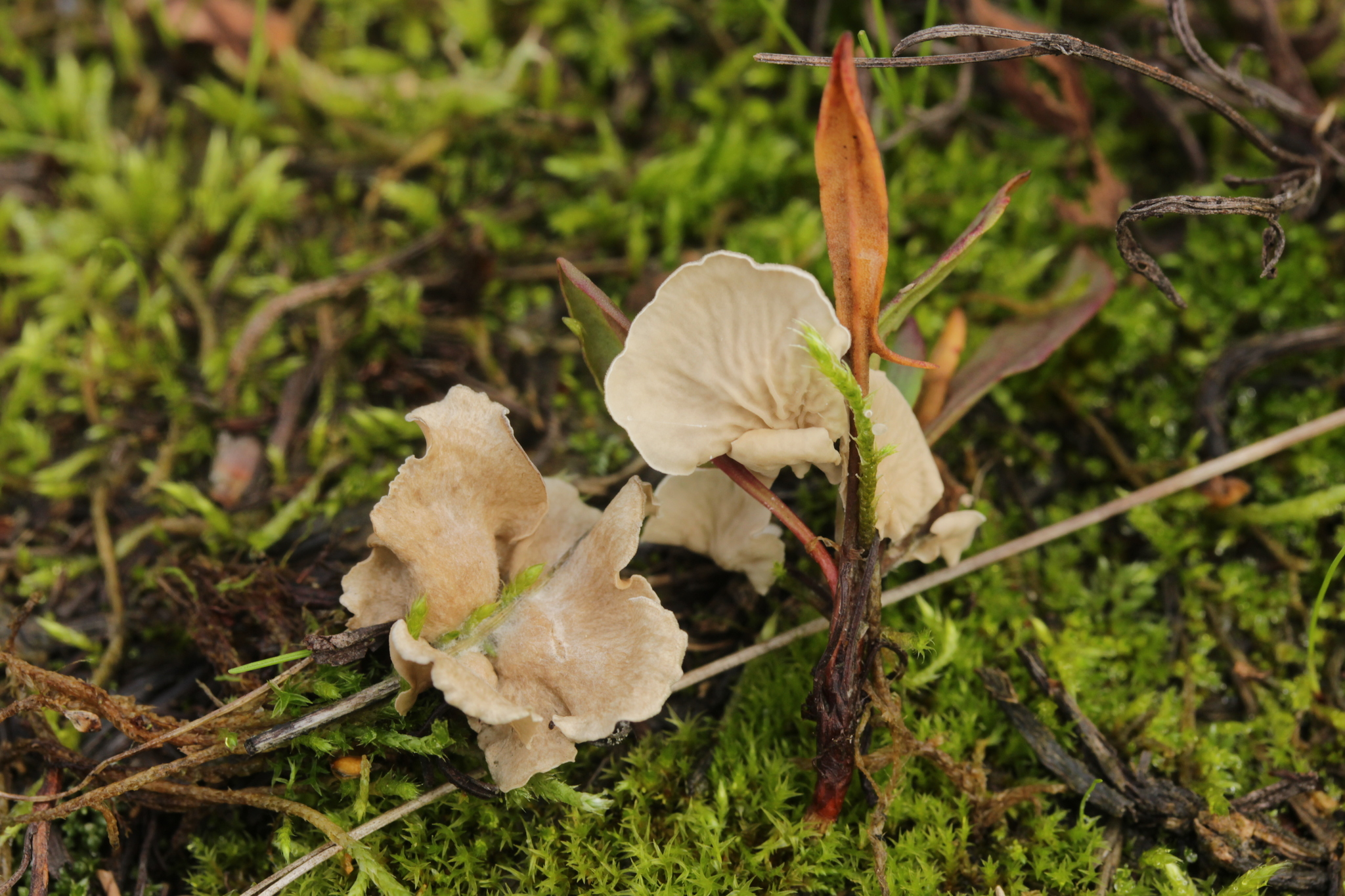

Języczek siatkowany (Arrhenia retiruga (Bull.) Redhead) – gatunek grzybów z rodziny wodnichowatych (Hygrophoraceae).

## Systematyka i nazewnictwo
Pozycja w klasyfikacji według Index Fungorum: Arrhenia, Hygrophoraceae, Agaricales, Agaricomycetidae, Agaricomycetes, Agaricomycotina, Basidiomycota, Fungi.
Po raz pierwszy gatunek ten opisał w 1791 r. Jean Baptiste François Bulliard, nadając mu nazwę Helvella retiruga. Jak sztuczna, oparta tylko na zewnętrznym podobieństwie była to klasyfikacja, świadczy fakt, że Helvella jest przedstawicielem typu workowców, tymczasem gatunki rodzaju Arrhenia należą do typu podstawczaków. Później gatunek ten zaliczany był do różnych innych rodzajów. Obecną, uznaną przez Index Fungorum nazwę, nadał mu Scott Alan Redhead w 1984 r.
Ma 18 synonimów. Niektóre z nich:
- Campanella conchata (Velen.) Romagn. 1981
- Dictyolus conchatus (Velen.) Pilát 1951
- Leptoglossum retirugum var. antarcticum (E. Horak) Garrido 1985
- Leptoglossum retirugum var. antarcticum (E. Horak) E. Horak 1982[3].

Polską nazwę zaproponował Władysław Wojewoda w 2003 r.

## Morfologia
Owocnik
Kulisty lub tarczowaty, 0,35–1 × 0,25–1 cm. Kapelusz o szerokości 0,25–1 cm, przyczepiony lub czasami umocowany jednym punktem znajdującym się na środku lub poza środkiem. Trzonu brak. Brzeg płatkowaty, lekko owłosiony lub nagi, niestrefowany. Jest higrofaniczny; w stanie wilgotnym żółtawoszary lub ochrowy do bladobrązowego, w stanie suchym bladobrązowy do żółtawego. Hymenofor brązowy lub tej samej barwy co kapelusz, gładki lub bardzo drobno chropowaty do lekko żyłkowatego, w pełni odgraniczony sterylnym brzegiem.
Cechy mikroskopowe
Skórka zbudowana z równoległych strzępek o średnicy 4–10 µm, zwykle z ciemnym pigmentem i drobno inkrustowanych pigmentem nieregularnie rozmieszczonymi na ścianach. Brak cystyd. Podstawki 25–32 × 4–8 µm, maczugowate, 4-zarodnikowe, sterygmy zwykle proste o długości 3–4,5 µm. Zarodniki 7–11 × 4–6 µm, Q = 1,6, elipsoidalne do owalnych, czasem łzowate, gładkie, szkliste, bnieamyloidalne. Sprzążki są we wszystkich strzępkach.

## Występowanie i siedlisko
Podano stanowiska języczka siatkowanego w Ameryce Północnej, Europie, azjatyckiej części Rosji, Australii i na Nowej Zelandii. W Polsce W. Wojewoda w 2003 r. przytoczył 3 stanowiska, w tym dwa dawne (1889, 1917) a jedno w 1961 bez wskazania lokalizacji. W Czerwonej liście roślin i grzybów Polski ma status E – gatunek wymierający, którego przeżycie jest mało prawdopodobne, jeśli nadal będą działać czynniki zagrożenia. Aktualne i dość liczne stanowiska podaje internetowy atlas grzybów. Znajduje się w nim na liście gatunków zagrożonych i wartych objęcia ochroną.
Naziemny grzyb saprotroficzny. Występuje na mchach, a także na leżącym na ziemi drobnym materiale roślinnym – łodyżkach i liściach traw, liściach i łodygach roślin zielnych.